# 오노레 트라오레
오노레 나베레 트라오레(프랑스어: Honoré Nabéré Traoré, 1957년 9월 28일~)는 부르키나파소의 군인이자 육군 참모총장이다. 2014년 부르키나파소에서 일어난 일련의 시위로 인해 블레즈 콩파오레 전 부르키나파소 대통령이 90일 이내에 민주적인 선거를 보장한다는 뜻을 밝히고 10월 31일에 사퇴하자, 임시 국가 수반이 되었다. 이후 11월 1일에는 부르키나파소 군부에서 열린 회의에서 아이작 지다 중령을 과도 정부의 임시 수반으로 선출하는 성명을 발표하자 여기에 같이 서명한 것으로 알려졌다.